# Шехинген
Шехинген (њем. Schechingen) општина је у њемачкој савезној држави Баден-Виртемберг. Једно је од 42 општинска средишта округа Осталб. Према процјени из 2010. у општини је живјело 2.389 становника. Посједује регионалну шифру (AGS) 8136062.

## Географски и демографски подаци
Шехинген се налази у савезној држави Баден-Виртемберг у округу Осталб. Општина се налази на надморској висини од 478 метара. Површина општине износи 11,9 km². У самом мјесту је, према процјени из 2010. године, живјело 2.389 становника. Просјечна густина становништва износи 201 становника/km².

## Међународна сарадња
| Мјесто   | Држава   | Врста сарадње | Од    |
| -------- | -------- | ------------- | ----- |
| Утендорф | Аустрија | контакт       | 2000. |
| Извор    |          |               |       |